# Ctenotus ora
Ctenotus ora là một loài thằn lằn trong họ Scincidae. Loài này được Kay & Keogh mô tả khoa học đầu tiên năm 2012.